# Mandevilla foliosa
Mandevilla foliosa là một loài thực vật có hoa trong họ La bố ma. Loài này được (Müll.Arg.) Hemsl. mô tả khoa học đầu tiên năm 1881.